# Навальная, Юлия Борисовна
Ю́лия Бори́совна Нава́льная (в девичестве — Абро́симова; род. 24 июля 1976, Москва) — российский общественный деятель и политик, вдова Алексея Навального. При жизни мужа упоминалась в ряде СМИ как «первая леди российской оппозиции», после его смерти объявила, что будет продолжать его дело.

## Биография

### Ранние годы
Юлия Абросимова родилась 24 июля 1976 года в Москве, в семье научного работника Бориса Александровича Абросимова (1952—1996) и Аллы Владимировны Абросимовой. Её мать работала в министерстве лёгкой промышленности; родители развелись, когда Юлия училась в пятом классе, мать вышла замуж во второй раз, за сотрудника Госплана СССР. В 2020 году журналист Олег Кашин заявил, что отец Юлии — ныне живущий Борис Борисович Абросимов, секретарь российского посольства в Великобритании, связанный со спецслужбами, а тётка — Елена Борисовна Абросимова, один из авторов конституции России. Муж Юлии в ответ на это опубликовал свидетельство о смерти её отца, датированное 1996 годом. Впоследствии Кашин извинялся за распространение неверных данных.
Юлия окончила факультет международных экономических отношений Российской экономической академии имени Плеханова, позже проходила стажировку за границей, училась в аспирантуре, некоторое время работала в одном из московских банков.

### Брак с Алексеем Навальным

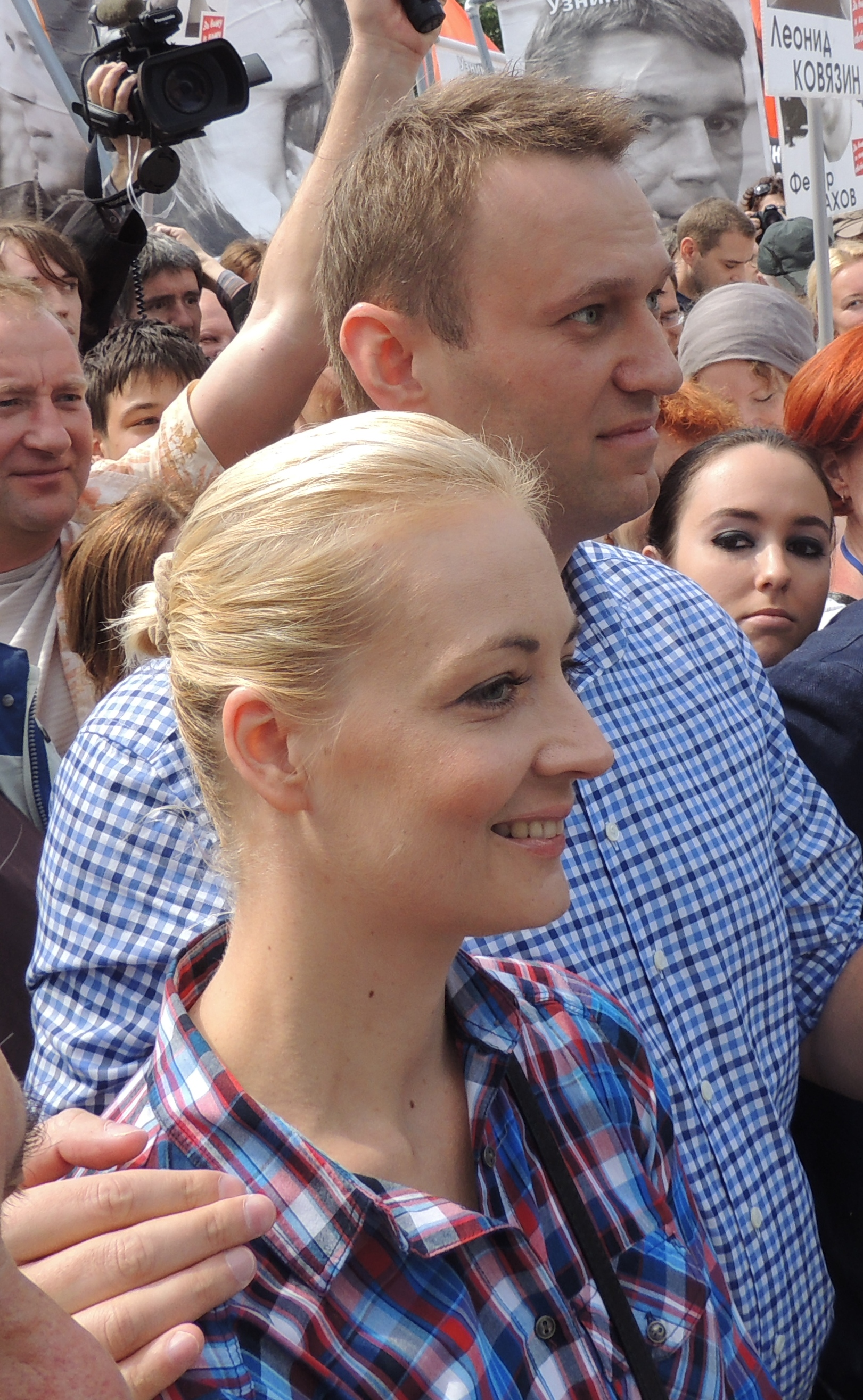
Алексей Навальный с женой Юлией на шествии 12 июня 2013 года в Москве

Летом 1998 года на отдыхе в Турции Юлия познакомилась со своим ровесником Алексеем Навальным — юристом, тоже жителем Москвы. В 2000 году она стала женой Навального, позже родила двух детей — дочь Дарью (2001) и сына Захара (2008). По словам самой Юлии, она помогала родителям мужа в их бизнесе, связанном с лозоплетением. В целом о её трудовой деятельности почти ничего не известно; после 2007 года Юлия нигде не работала официально, называя себя «главной по вопросам быта и воспитания детей».
По некоторым данным, в 2000 году Навальная вместе с мужем вступила в партию «Яблоко», из которой вышла в 2011 году.
С определённого момента (после 2007 года) Алексей Навальный получил всероссийскую известность как блогер и оппозиционный политик. Юлия стала первым секретарём и помощником мужа. Жизнь семьи стала заметно более публичной, так что Навальная оказалась в центре внимания как «первая леди российской оппозиции». Наблюдатели отмечают, что она никогда не пыталась позиционировать себя как самостоятельную фигуру: Юлия всегда вела себя как преданная жена и соратница («жена декабриста»), готовая к резким высказываниям и решительным действиям, если это необходимо её мужу, но не связанная с политикой напрямую. Она выступала на ряде митингов; главу Росгвардии Виктора Золотова, который в сентябре 2018 года вызвал Алексея Навального на «дуэль», она назвала «вором, трусом и наглым бандитом», медика Леонида Рошаля, высказавшегося за немецко-российское сотрудничество в лечении Алексея в сентябре 2020 года, обвинила в том, что он выступает «не как врач, а как голос государства».

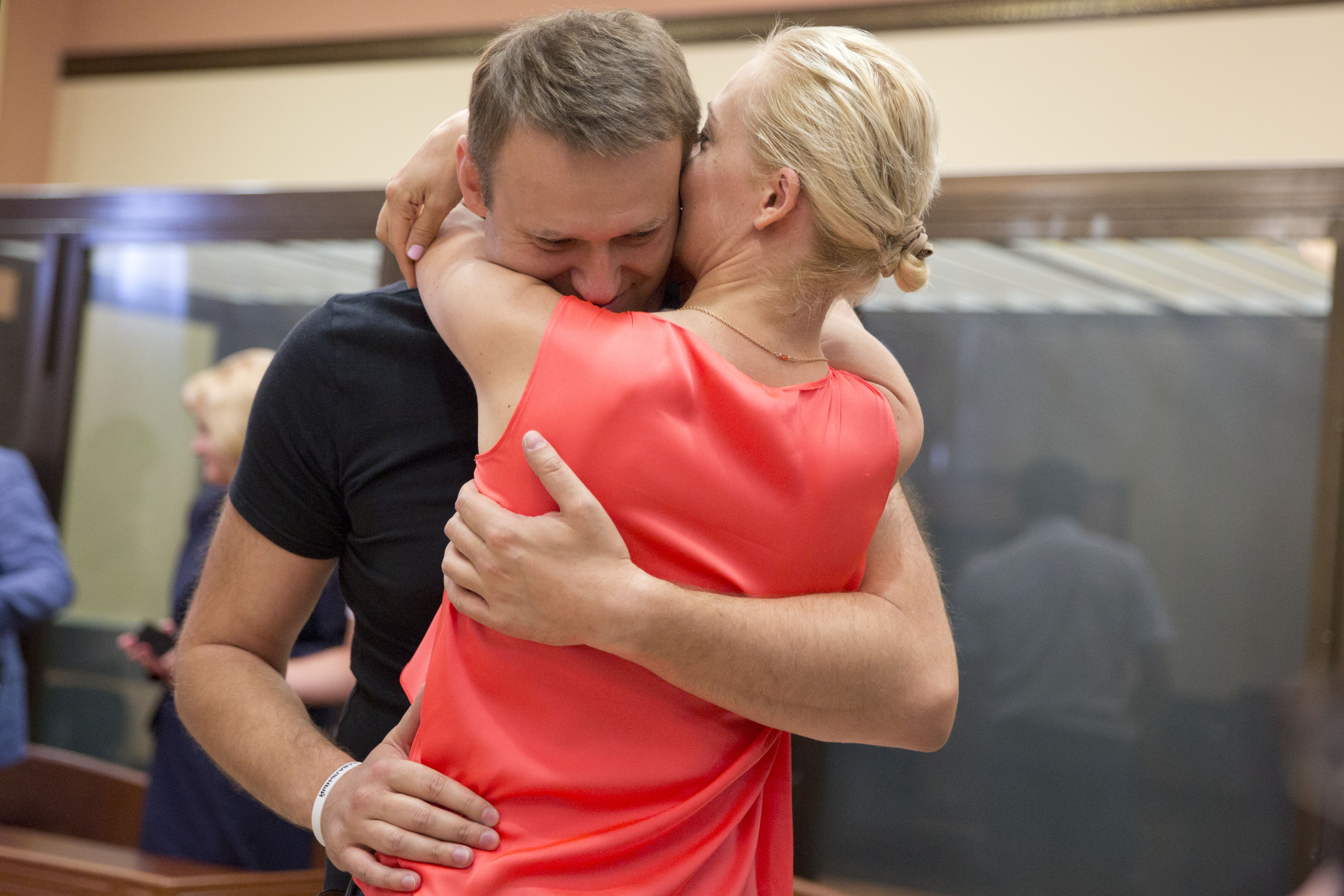
Супруги Навальные после освобождения Алексея из-под стражи благодаря апелляции прокуратуры 19 июля 2013 года

Большой общественный резонанс вызвало поведение Юлии осенью 2020 года, когда её мужа экстренно госпитализировали в Омске после отравления ядом из группы «Новичок». Навальная потребовала, чтобы Алексея выпустили в Германию для лечения, и обратилась напрямую к президенту России Владимиру Путину. Она последовала за супругом в Берлин, была рядом с ним в клинике «Шарите», где тот 18 дней провел в состоянии комы. Позже Навальный написал об этом пост в Instagram, который, по словам корреспондента «Новой газеты», «кажется, навсегда войдёт в историю российской политики». «Юля, ты меня спасла», — написал он в заключение своего рассказа. По версии «Новой газеты», Навальная стала «Героем года»-2020. Все ключевые СМИ Европы внимательно следили за её активностью и цитировали её посты в социальных сетях.
В январе 2021 года Юлия вместе с мужем вернулась в Россию. После задержания Алексея на погранконтроле она выступила с заявлением о том, что этот арест и закрытие аэропорта во Внуково — проявление страха российских властей перед Навальным. «Алексей сказал, что он не боится, — заявила она. — И я тоже не боюсь. И вас всех призываю не бояться». Позже Навальная обвинила силовиков в том, что её «преследуют как жену врага народа». Она написала в Instagram: «Наступил 37-й год, а мы и не заметили». 21 января Юлия заявила, что пойдёт на митинг, чтобы требовать освобождения мужа. Во время акции протеста 23 января её задержали, но в тот же вечер отпустили. В феврале 2021 года Навальная с детьми уехала из России. За время заключения мужа ей удалось 5 раз побывать на свиданиях с ним в тюрьме .

### После смерти Алексея Навального

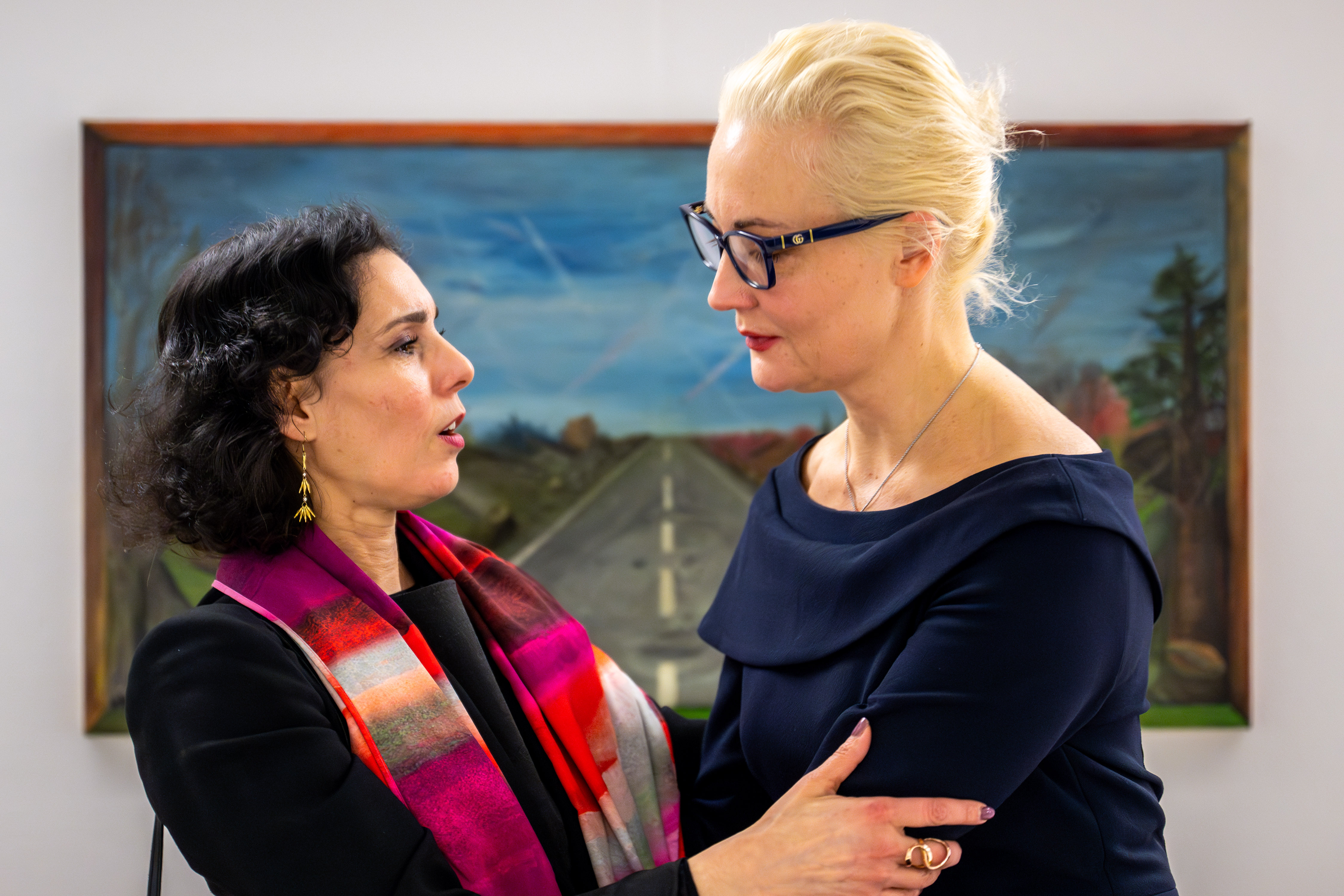
Юлия Навальная (справа) в Совете ЕС, Брюссель, 19 февраля 2024 года

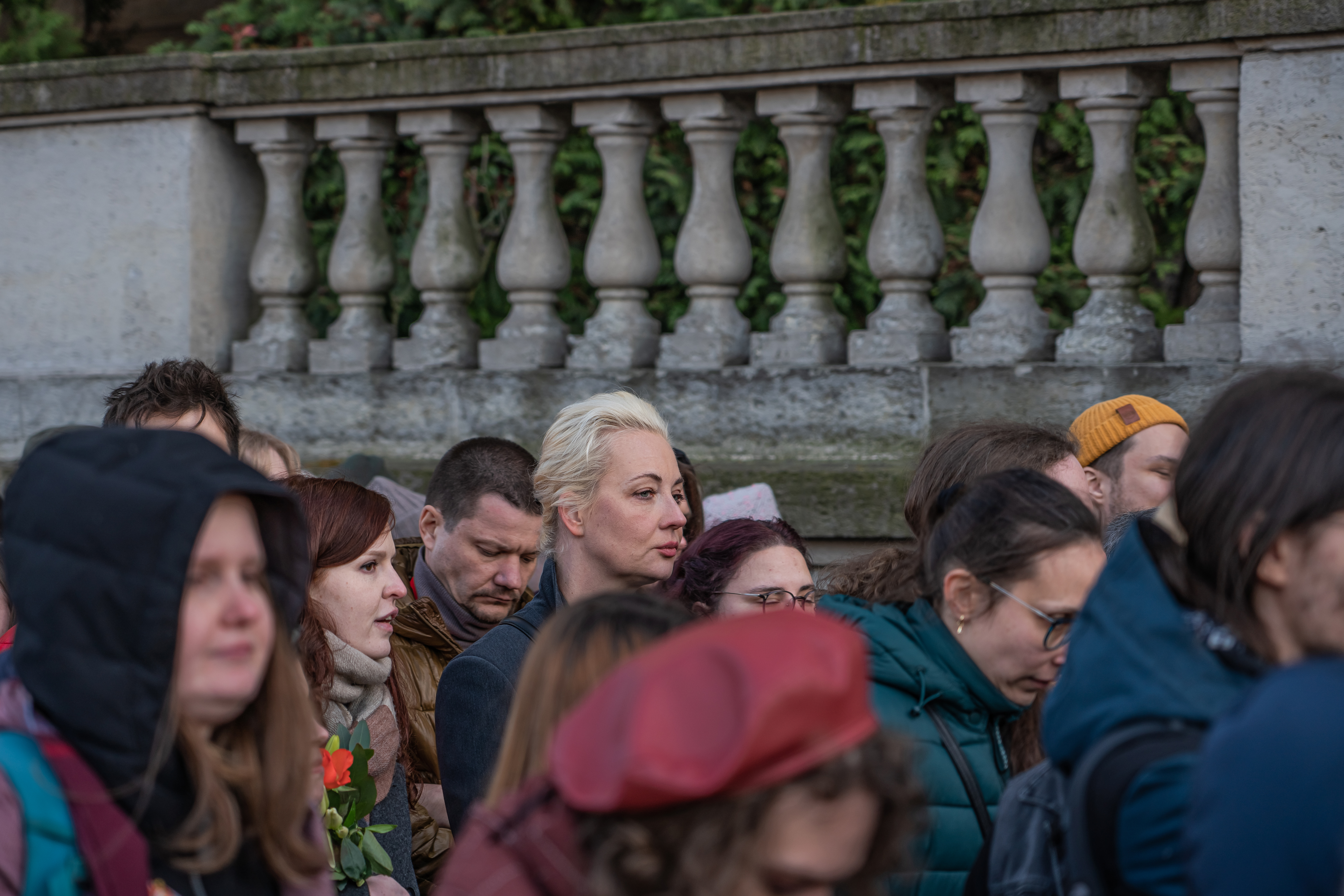
Юлия Навальная (вместе с Кирой Ярмыш слева от неё) стоит в очереди к избирательному участку в посольстве России в Берлине, чтобы проголосовать на президентских выборах 17 марта 2024 года в рамках протестной акции «Полдень против Путина»

16 февраля 2024 года, спустя несколько часов после известия о смерти супруга, Юлия Навальная выступила на Мюнхенской конференции по безопасности, призвав мир сплотиться против Владимира Путина и его режима.
19 февраля 2024 года Навальная объявила, что «продолжит дело» мужа. В этот же день она встретилась в Брюсселе с лидерами Евросоюза. На заседании Совета ЕС по международным делам она призвала не признавать результаты предстоящих президентских выборов в России, усилить санкции против российских элит. 22 февраля 2024 года Юлия Навальная встретилась с президентом США Джо Байденом.
В апреле 2024 года журнал Time опубликовал список ста самых влиятельных людей 2024 года, включив в категорию «лидеров» Юлию Навальную. В сопроводительном тексте вице-президент США Камала Харрис отметила «исключительную самоотверженность и силу» Навальной. В это же время та дала первое после смерти мужа интервью журналисту Time Саймону Шустеру; она назвала Путина своим врагом, с которым будет бороться. Супруги Навальные были награждены немецкой «Премией за свободу СМИ» «за отважную и лишенную насилия борьбу против жестокой диктатуры в России», премия была вручена Юлии Навальной на церемонии в баварском Гмунде-на-Тегернзе. В начале мая Навальная и Фонд борьбы с коррупцией были удостоены премии немецкой медиакомпании Deutsche Welle «За свободу слова». 12 мая Навальной была передана Дрезденская премия мира, посмертно присуждённая её мужу. Денежную часть премии Юлия обещала передать семьям политзаключённых Лилии Чанышевой и Ксении Фадеевой.
1 июля 2024 года Навальная была избрана председателем Фонда защиты прав человека. 8 июля 2024 года Басманный районный суд Москвы по ходатайству Следственного комитета заочно арестовал её по обвинению в участии в экстремистском сообществе (ч. 2 ст. 282.1 УК РФ). 11 июля Навальная была внесена в российский перечень террористов и экстремистов.
В сентябре 2024 года Навальная выступила на стратегическом форуме в Словении, где подвергла критике сторонников деколонизации России:

А что с дискуссией о России? Мы легко найдём и тех, кто открыто и не стесняясь говорит о том, что Путину надо отдать всё, что он хочет... Мы легко найдём и тех, кто уверяет, будто все россияне искренне поддерживают Путина... Наконец, мы найдём и тех, кто рассказывает про необходимость срочно «деколонизировать» Россию. Надо, якобы, разделить нашу слишком большую страну на пару десятков маленьких и безопасных государств. Правда, объяснить, почему люди с общим бэкграундом и культурным контекстом должны быть искусственно разделены, «деколонизаторы» не могут. И как это вообще должно произойти — не сообщают.— перевод с английского

## Оценки политических перспектив
Благодаря деятельности мужа Юлия ещё в 2015 году вошла в сотню самых влиятельных женщин России (по версии «Эха Москвы»). После того, как Навальный получил условный срок, звучало мнение, что жена может баллотироваться в президенты вместо него. Ксения Собчак, по её словам, в 2018 году предлагала этот вариант Алексею, но тот его отверг со словами «Голоса не передаются». В сентябре 2020 года, после отравления Навального, начали появляться мнения о том, что Юлия теперь начинает играть самостоятельную политическую роль и может стать «российской Тихановской» — лидером всей оппозиции. Её плюсами называли хорошую внешность, незапятнанную биографию, умение говорить, образ «жены революционера». «Эхо Москвы» и телеканал «Дождь» ставили Юлию в один ряд с Индирой Ганди, Беназир Бхутто, Виолетой Чаморро, Корасон Акино. Высказывались и мнения о том, что такой поворот событий маловероятен.
Марат Гельман предрёк Юлии судьбу политика: он отметил, что Навальная, «спасшая мужа от смерти, стала сильной политической фигурой» и теперь может выиграть свободные выборы в России у любого, кроме Путина. В одном из немецких СМИ прозвучало предположение, что Навальная выдвинет свою кандидатуру в депутаты Государственной думы на выборах 2021 года, позже высказывались мнения, что она может это сделать от «Яблока» и что она легко одержит победу в любом избирательном округе. В феврале 2021 года «Ассоциация бизнес-патриотов» обратилась к спикерам Госдумы и Совета Федерации с просьбой принять поправки в законодательство, которые бы не позволили баллотироваться «иностранным агентам» и их ближайшим родственникам; в письме открыто говорилось, что цель таких поправок — не допустить на выборы Навальную.
Политолог Сергей Марков в начале 2021 года предположил, что Навальная может возглавить Фонд борьбы с коррупцией, если этот пост не достанется Любови Соболь. 18 января 2021 года, сразу после ареста Навального, политолог Андрей Манойло заявил, что теперь Юлия может возглавить всю российскую оппозицию.
Писателю Дмитрию Быкову, по его словам, Навальная напоминает героиню Людмилы Петрушевской: она «сталкивается с обстоятельствами сильнее неё, но какое-то чудо помогает ей победить мировое зло».